# Häusling (Erlangen)

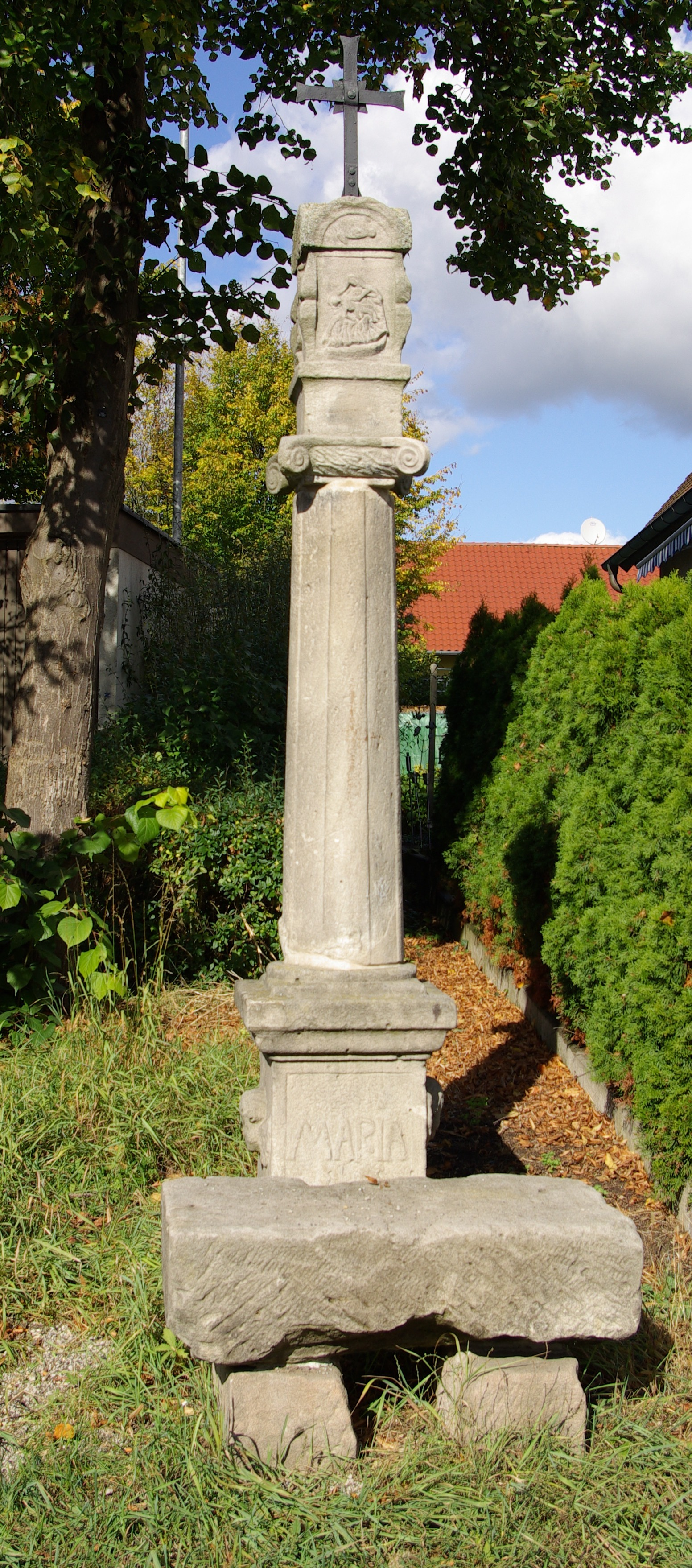
Bildstock

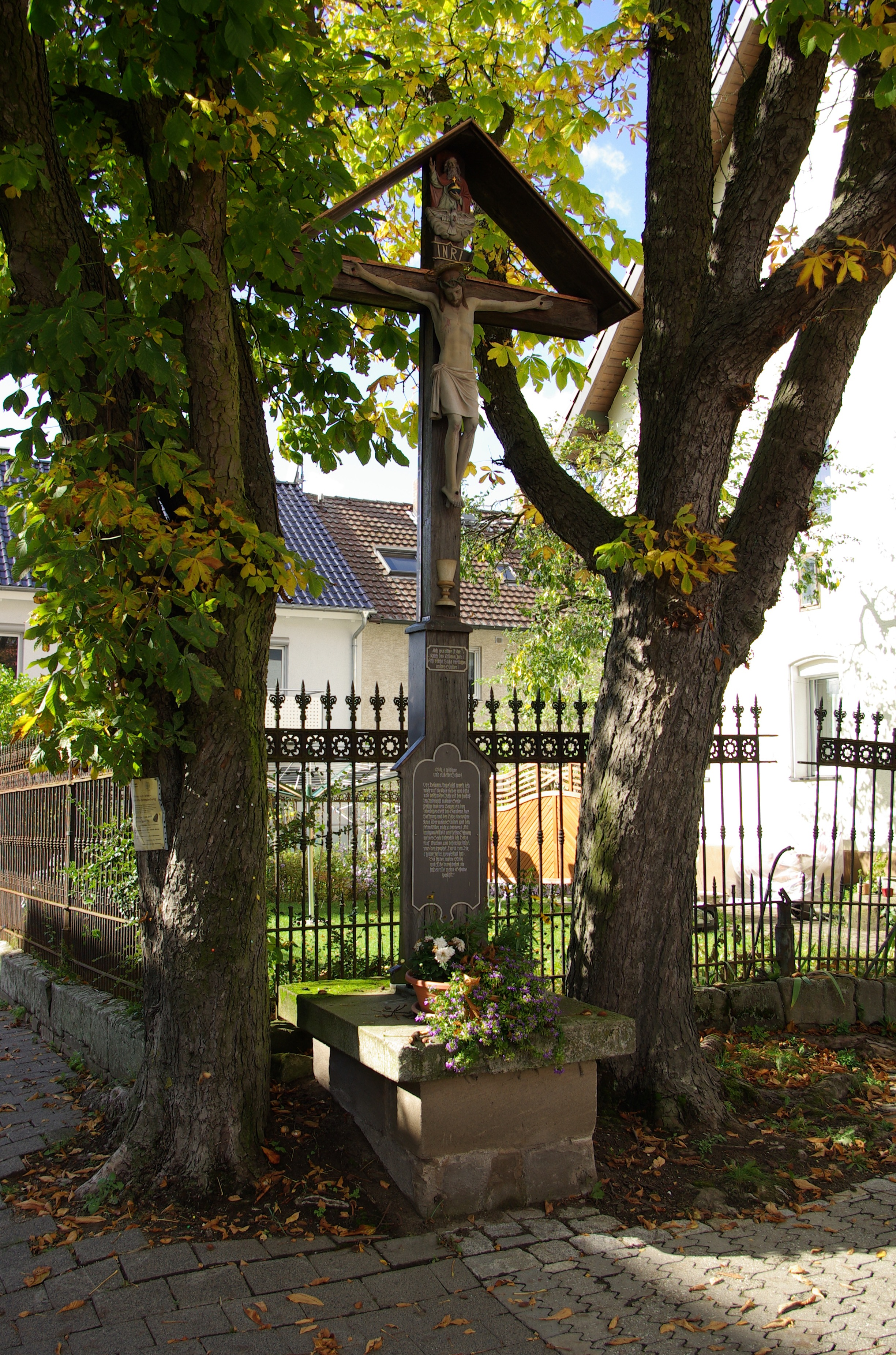
Wegkreuz

Häusling (fränkisch: Haisling) ist ein Gemeindeteil der kreisfreien Stadt Erlangen (Mittelfranken, Bayern).

## Geographie
Das Dorf liegt am Bimbach, der eine Kette von Weihern speist, u. a. die Doktorsweiher, und bei der Neumühle als linker Zufluss in die Regnitz mündet. Der Ort ist von Acker- und Grünland umgeben. Im Süden wird die Flur Trutenäcker genannt, im Norden Am Schleifweg.
Die Kreisstraße ER 1/ERH 25 verläuft nach Haundorf (1 km westlich) bzw. nach Büchenbach (1,5 km nordöstlich). Eine Gemeindeverbindungsstraße verläuft nach Kosbach (1,3 km nördlich) bzw. nach Steudach (1,4 km südlich).

## Geschichte
Der Ort wurde 1400 als „Heuslans“ erstmals urkundlich erwähnt. Dem Ortsnamen liegt das mhd. Wort hūselin  (Häuslein) zugrunde. Lehnsherr war das Hochstift Bamberg. Der Nürnberger Patrizier Leupold Schürstab hatte die Vogtei über vier Höfe empfangen. Im Schürstab’schen Zinsbüchlein von 1407 wurden fünf Güter in „Hewsleins“ verzeichnet, die abgabepflichtig waren. Als Eigentümer wurde das Dompropsteiamt Büchenbach angegeben. 1468 bestand das Dorf aus 5 Anwesen mit insgesamt 31⁄2 Huben Feldern. 1580 waren weiterhin die Schürstabs die Grundherrn über die 5 Anwesen. Jedoch gingen – wenigstens zeitweise – die Einkünfte zweier Höfe an das Nürnbergische Landesalmosenamt, wie aus einer Urkunde von 1540 hervorgeht. Infolge des Dreißigjährigen Kriegs wurde der Ort 1632 zerstört. Erst 1670 fanden sich Käufer für die fünf Bauernhöfe. Die Grundherrschaft über die Anwesen gehörte nun dem Dompropsteiamt Büchenbach.
Gegen Ende des 18. Jahrhunderts gab es in Häusling 8 Anwesen (4 Gütlein, 4 halbe Gütlein). Das Hochgericht übte das bambergische Dompropsteiamt Büchenbach im begrenzten Umfang aus. Es hatte ggf. an das bambergische Centamt Herzogenaurach auszuliefern. Die Dorf- und Gemeindeherrschaft sowie die Grundherrschaft über alle Anwesen hatte das Dompropsteiamt Büchenbach.
Von 1803 bis 1810 unterstand der Ort dem Justiz- und Kammeramt Erlangen. 1810 kam Häusling an das Königreich Bayern. Im Rahmen des Gemeindeedikts wurde es dem 1811 gebildeten Steuerdistrikt Büchenbach und der 1818 gegründeten Ruralgemeinde Kosbach zugeordnet.
Am 1. Januar 1967 wurde Häusling als Teil der Gemeinde Kosbach nach Erlangen eingemeindet. Bis in den 1970er Jahren war der Ort ganz von der Landwirtschaft bestimmt. In der Folgezeit entstand neben dem Altort eine Neubausiedlung. 2000 gab es nur noch drei Landwirte im Ort.

### Baudenkmäler
- Haundorfer Str. 34: Eisenzaun und Wegkreuz
- Haundorfer Straße: Säulenbildstock

### Einwohnerentwicklung
| Jahr      | 001818 | 001861 | 001871 | 001885 | 001900 | 001925 | 001950 | 001961 | 001970 | 001987 | 002000 |
| Einwohner | 46     | 63     | 60     | 54     | 65     | 52     | 79     | 62     | 73     | 133    | 179    |
| Häuser    | 9      |        |        | 10     | 11     | 10     | 10     | 12     |        | 32     |        |
| Quelle    | [ 9 ]  | [ 10 ] | [ 11 ] | [ 12 ] | [ 13 ] | [ 14 ] | [ 15 ] | [ 16 ] | [ 17 ] | [ 18 ] | [ 1 ]  |

## Religion
Der Ort ist römisch-katholisch geprägt und nach St. Xystus  (Büchenbach) gepfarrt. Die Protestanten waren ursprünglich in die Dreifaltigkeitskirche (Erlangen) gepfarrt, mittlerweile sind sie in die Martin-Luther-Kirche (Büchenbach) gepfarrt.